# Филиппинская чёрная кошачья акула
Apristurus herklotsi — один из видов рода чёрных кошачьих акул (Apristurus), семейство кошачьих акул (Scyliorhinidae).

## Ареал
Это глубоководный вид, обитающий в северо-западной и западной частях Тихого океана у берегов Китая, Японии и Филиппин на глубине от 520 до 900 м.

## Описание
Накайя и Сато в 1999 году разделили род Apristurus на три группы: longicephalus (2 вида), brunneus (20 видов) и spongiceps (10 видов). Apristurus herklotsi принадлежит к группе spongiceps, для представителей которой характерны следующие черты: короткая, широкая морда, от 7 до 12 спиральных кишечных клапанов, верхняя губная борозда почти равна или короче нижней борозды; непрерывный надглазничный сенсорный канал.

## Биология
Самки достигают половой зрелости при длине 44 см. Максимальный зафиксированный размер 48 см. Рацион состоит из ракообразных, и маленьких рыб. Размножается, откладывая яйца, заключенные в твёрдую капсулу. Размер капсулы 5—6,8 см в длину и 2,5—2,9 в ширину. На переднем конце капсулы имеются две волокнистые нити, на заднем конце также есть два маленьких отростка по углам. Вероятно, эти нити служат для прикрепления капсулы ко дну.

## Взаимодействие с человеком
Изредка попадает в качестве прилова в глубоководные сети. Данных для оценки состояния сохранности вида недостаточно.